# Église Saint-Marcel de Marcelcave
L'église Saint-Marcel de Marcelcave est située sur le territoire de la commune de Marcelcave, dans le département de la Somme, à l'est d'Amiens.

## Historique
L'église de Marcelcave dont la construction remontait au XVIe siècle subit les rigueurs de l'invasion espagnole de 1636. Elle fut détruite à nouveau partiellement par un incendie qui dévasta également 78 maisons du village en 1801. Seuls subsistèrent le clocher et la nef. L'église fut donc reconstruite au XIXe siècle.
Le village et son église furent totalement détruits à la fin de la Première Guerre mondiale, en 1918. La reconstruction se déroula pendant l'entre-deux-guerres. L'architecte J. Antoine dirigea l'édification de la nouvelle église qui s'acheva en 1929.

## Caractéristiques

### Extérieur
L'église de Marcelcave est un édifice de style art déco construit en brique avec encadrement des ouvertures en pierre. Elle se compose d'un seul vaisseau pour la nef avec un chœur en cul de four, sans transept. L'entrée est surmonté d'un clocher avec un toit en flèche recouvert d'ardoise. L'entrée de l'église est formée par une vaste arcade en plein cintre ornée de voussures au décor de formes géométriques reposant sur des colonnes dont les chapiteaux sculptés représentent oiseaux, grappes de raisin et feuilles de vigne. Le tympan est décoré d'une peinture murale représentant le Christ en majesté.
Les extrémités de la façade en pierre sont décorées au sommet par une croix grecque encadrée de feuilles de vigne sculptées. La façade est percée au-dessus du porche de trois baies en plein cintre.

### Intérieur
Le décor intérieur est éclairé par des verrières réalisées par le maître-verrier Pierre Turpin. Les grandes verrières de la nef représentent les douze apôtres.
Le mobilier liturgique, maître-autel et chaire à prêcher, est en béton peint.
Les murs sont décorés de fresques en sgraffite réalisées par A. Boucheron et G. Leduc, représentant le chemin de croix. Les fresques en sgraffite au-dessus des fenêtres représentent : La Charité de saint Martin, saint Vincent de Paul, Jeanne d'Arc, saint Louis... et celles au-dessus des portes représentent le Christ et les quatre évangélistes. L'état de ce décor en sgraffite est actuellement très dégradé et partiellement effacé.

## Photos

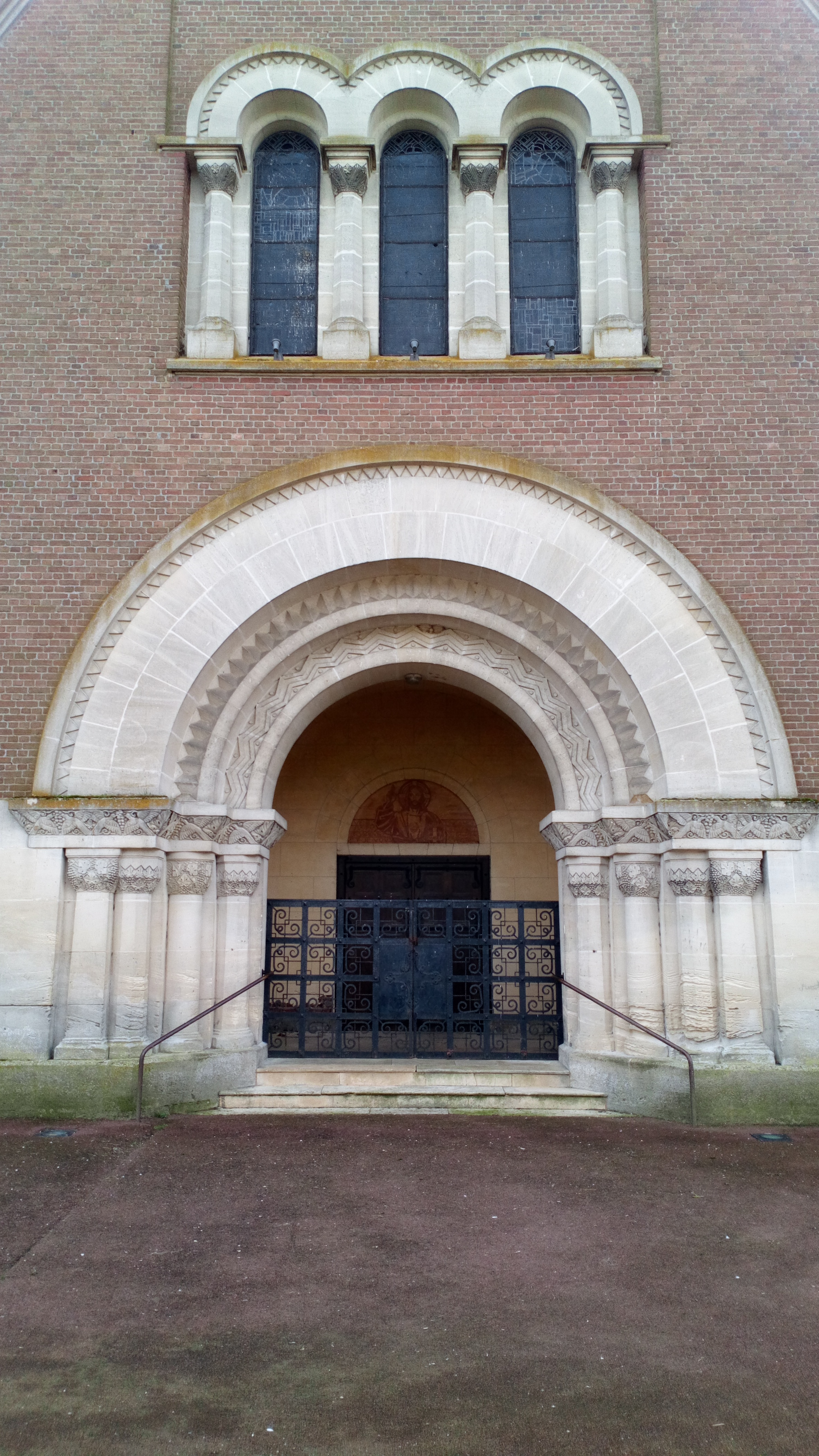
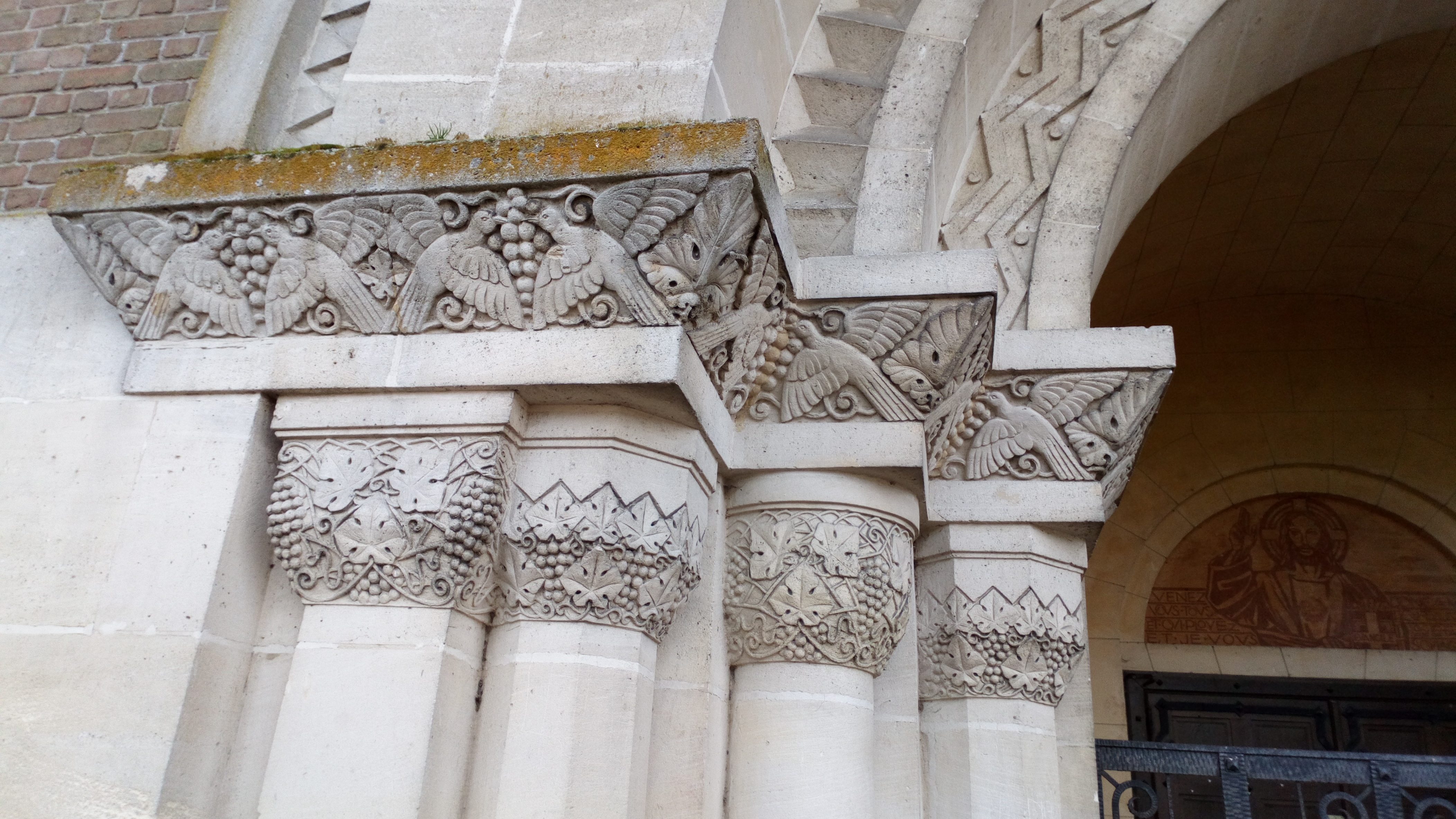
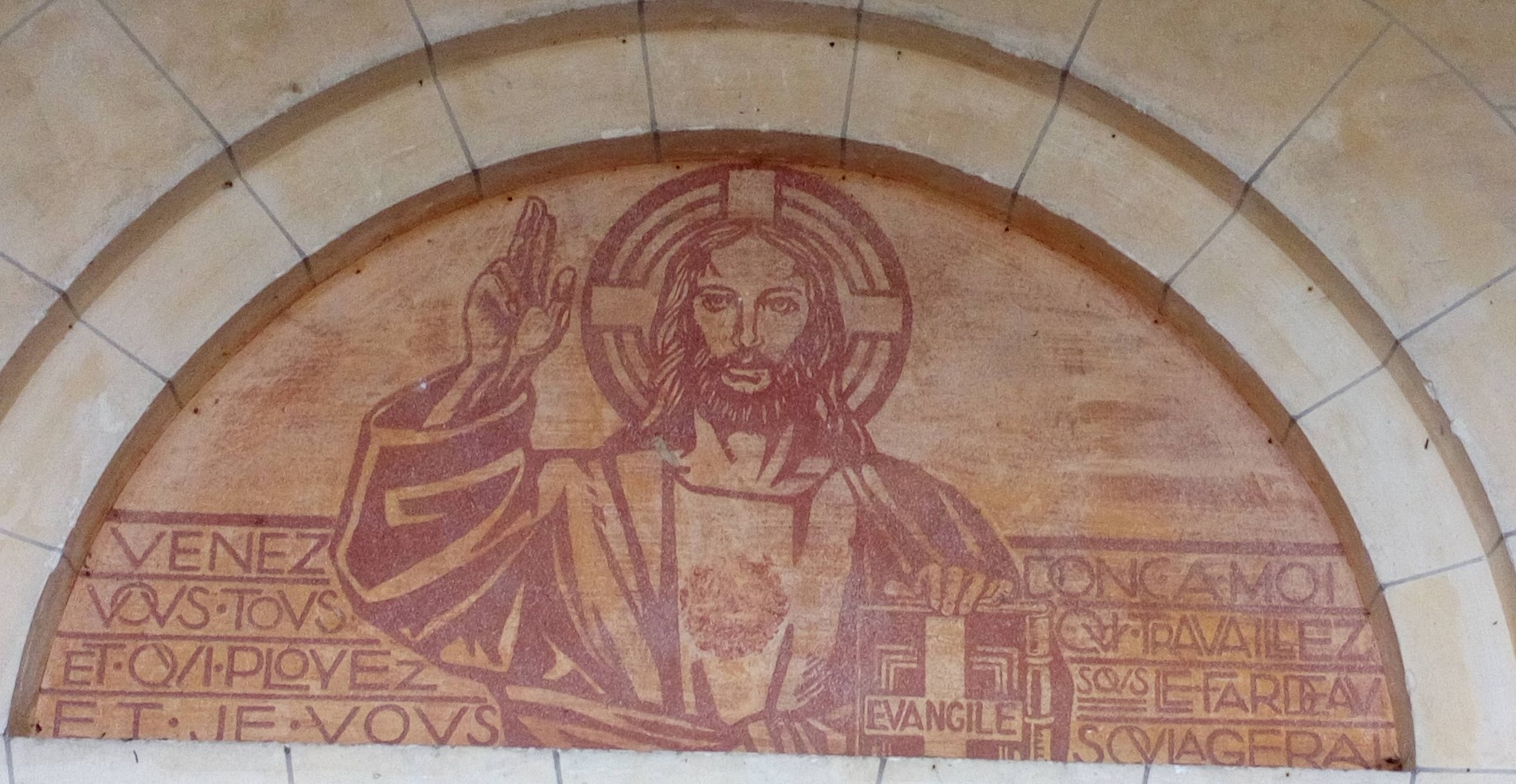